# Blu reale
Il blu reale (blue royal) è una sorta di azzurro abbastanza carico e vivace.
È simile al blu elettrico.
Era usato in pittura nel XX secolo da pittori come Picasso o Matisse.
Viene preparato mescolando il lapislazzuli con altri pigmenti azzurri, blu e bianchi.
È il colore della maglia delle squadre calcistiche inglesi Everton, Leicester City e Chelsea Football Club, della squadra scozzese Rangers Football Club, della squadra tedesca Schalke 04, e, in Italia, del Como 1907..